# Andrew Loomis
Andrew Loomis (właśc. William Andrew Loomis; ur. 15 czerwca 1892 w Syracuse, Nowy Jork – zm. 25 maja 1959) – amerykański artysta, ilustrator, autor reklam i nauczyciel rysunku.
Loomis jest najbardziej znany jako autor książek instruktażowych przedstawiających techniki rysunkowe, m.in. „Rysowanie postaci. Od teorii do praktyki” (ang. „Figure drawing for all it's worth”, 1943).